# 谷脇暁
谷脇 暁（たにわき さとる）は、日本の国土交通官僚。国土交通省道路局次長や、国土交通省土地・建設産業局長、道路新産業開発機構副理事長等を経て、建設業振興基金理事長。

## 人物・経歴
高知県須崎市出身。土佐高等学校を経て、1983年一橋大学法学部卒業、建設省入省。1989年近畿地方建設局用地部用地第一課長。1994年福岡県企画振興部土地対策課長。1997年建設大臣官房人事課課長補佐。同年建設省河川局水政課建設専門官。
1999年建設省河川局河川総務課企画官。2000年阪神高速道路公団総務部総務課長。2002年国土交通省大臣官房総務課企画官。2004年国土交通省総合政策局建設業課入札制度企画指導室長。2006年中部地方整備局総務部長。2008年国土交通省総合政策局建設業課長。
2011年国土交通省土地・建設産業局建設業課長。2012年国土交通省土地・建設産業局総務課長。同年国土交通省大臣官房総務課長。2013年国土交通省道路局次長。2014年海野修司とともに中部地方整備局副局長に就任。
2015年から国土交通省土地・建設産業局長を務め、パークシティLaLa横浜の杭データ流用問題等を受け、指針整備にあたるなどした。2017年道路新産業開発機構専務理事。同副理事長を経て、2022年建設業振興基金理事長。